# Nolina beldingii
Nolina beldingii es una especie de planta con rizoma perteneciente a la familia de las asparagáceas. Es originaria de  Norteamérica.

## Descripción
Nolina beldingii es como un árbol con un tamaño de 3 a 6 m de altura. En la mitad superior del tallo se forman numerosas rosetas. Las hojas de color verde azulado brillantes son de 50 a 100 cm de largo por 10-20 mm de ancho. Los márgenes de las hojas están finamente dentados. La inflorescencia es de 1 a 2 m de largo, con numerosas ramificaciones. Las flores son de color blanco cremoso, rara vez de color rosa, y de 2 mm de diámetro. El período de floración se extiende de julio a agosto. El fruto es en forma de cápsulas leñosas de 5 a 10 mm de longitud y diámetro. Las semillas son esféricas de color marrón, de 4-5 mm de diámetro.
La especie es resistente a una temperatura de -10 °C.

## Distribución y hábitat
Nolina beldingii es una especie rara. Se encuentra en México en Baja California Sur en altitudes desde 300 hasta 1500 metros y está asociada con Yucca capensis. Es un endemismo de las regiones montañosas de la región del Cabo de Baja California Sur. Se asemeja a Nolina nelsonii aunque muestra diferencias en la estructura de las inflorescencias y en las hojas que son claras.

## Taxonomía
Nolina beldingii fue descrita por Townshend Stith Brandegee y publicado en Zoë 1: 305, en el año 1890.
Etimología
Nolina: nombre genérico otorgado en honor del botánico francés Abbé P. C. Nolin, coautor del trabajo publicado 1755 Essai sur l'agricultura moderne.
beldingii. epíteto que rinde homenaje al ornitólogo americano Lyman Belding (1829-1917), descubridor de la especie.